# Tim Drexler
 (août 2025).
Pour les articles homonymes, voir Drexler.
Tim Drexler, né le 6 mars 2005 à Bruchsal en Allemagne, est un footballeur allemand qui joue au poste de défenseur central au 1. FC Nuremberg en prêt du TSG Hoffenheim.

## Biographie

### En club
Né à Bruchsal en Allemagne, Tim Drexler est formé par le TSG Hoffenheim, qu'il rejoint en 2016 en provenance du FzG Münzesheim. Après avoir progressé dans les différentes catégories de jeunes il intègre pour la première fois l'équipe réserve en 2022. 
Le 1er mars 2024, Drexler prolonge son contrat avec le TSG Hoffenheim jusqu'en juin 2027. Il joue son premier match en professionnel le 10 mars 2024, lors d'une rencontre de Bundesliga face au Eintracht Francfort. Il entre en jeu lors de cette rencontre perdue par son équipe par trois buts à un. Après ses débuts il est intégré définitivement à l'équipe première. Il gagne la confiance de son entraîneur, Pellegrino Matarazzo, qui lui donne du temps de jeu. Pour sa première saison il apparaît à huit reprises en championnat dont six comme titulaire. Le club fondant de grands espoirs en Drexler, il voit son contrat prolongé le 18 juillet 2024 jusqu'en juin 2028. Son numéro de maillot passe du 35 au 4 et il est amené à avoir un rôle important durant la saison à venir alors que des places sont à prendre en défense centrale du côté du TSG Hoffenheim.
Le 9 janvier 2025, Tim Drexler rejoint le 1. FC Nuremberg sous la forme d'un prêt jusqu'à la fin de la saison.

### En sélection
Tim Drexler représente l'équipe d'Allemagne des moins de 17 ans entre 2021 et 2022. Au total il joue six matchs et marque un but avec cette sélection.
Avec les moins de 18 ans il joue trois matchs, tous en 2022 et un en tant que titulaire.